# Annette Charles
Annette Charles (Los Angeles, 5 de març de 1948 − Los Angeles, 3 d'agost de 2011) va ser una actriu americana coneguda especialment pel seu paper com a Cha Cha DiGregoria a la pel·lícula Grease. També feu diverses aparicions a la televisió. Charles va néixer com Annette Cardona a Los Angeles, a Califòrnia. Sota aquest nom va fer un màster en treball social a la Universitat de Nova York i fou professora a la Universitat de l'estat de Califòrnia a Northridge. Va morir el 3 d'agost de 2011 a Los Angeles a causa d'un càncer.